# Asukaperiode
De Asukaperiode (飛鳥時代, Asuka jidai) is een tijdperk uit de geschiedenis van Japan, die duurde van 538 tot 710 (hoewel sommige bronnen ook 592-645 als tijdvak noemen). Het begin van de periode overlapte deels de Kofunperiode.
Tijdens de Asukaperiode kwam de Yamato-politiek sterk tot bloei. Tevens staat deze periode bekend om de significante veranderingen op het gebied van kunst, sociale samenleving en politiek. Dit kwam vooral door de komst van het boeddhisme vanuit Korea. Tevens veranderde tijdens deze periode de naam van het land van Wa (倭) naar Nihon (日本).
De periode is samen met de voorafgaande Kofunperiode (ca. 300 tot 538) onderdeel van de overkoepelende Yamatoperiode. Formeel gezien kan de Asukaperiode zelf ook worden verdeeld in nog twee periodes: de Asukaperiode, waarin het boeddhisme sterk de overhand kreeg, en de Hakuhōperiode, waarin meer invloeden van de Sui- en Tang-dynastie zichtbaar worden.

## Benaming
De term "Asukaperiode" werd aanvankelijk gebruikt om een tijdvak in de geschiedenis van Japans schone kunsten en architectuur aan te geven. De naam werd voor het eerst gebruikt rond 1900 door kunstgeleerden Sekino Tadasu (関野貞) en Okakura Kakuzō. Zij leidden de naam van de periode af van de regio Asuka.
Sekino nam de Taika-hervormingen als eindpunt van de Asukaperiode, maar Okakura nam het moment dat de hoofdstad van Japan werd verplaatst naar het Heijōpaleis van Nara als eindpunt. Historici gebruiken tegenwoordig vooral Okakura’s datering.

## Kunst en architectuur

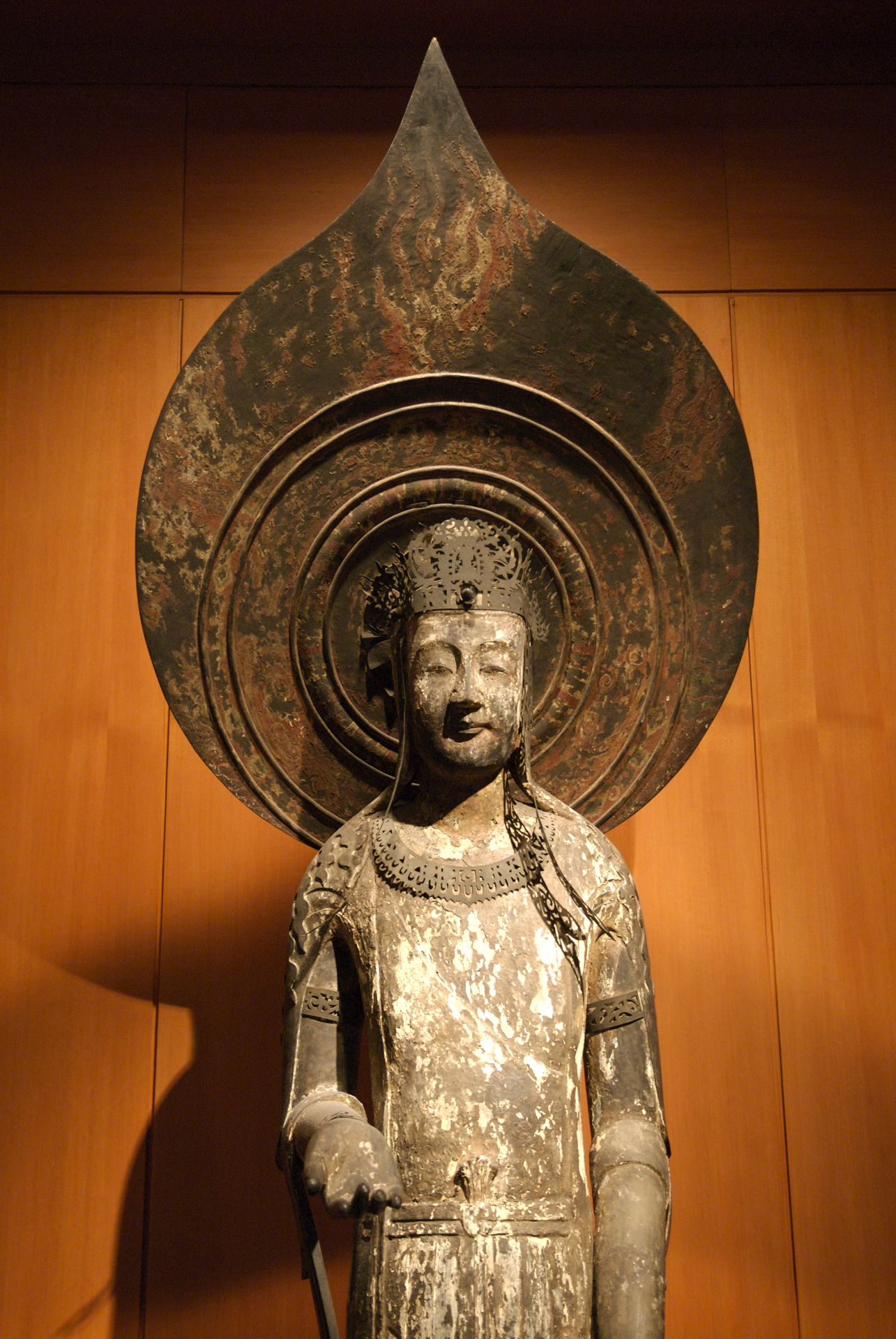
Replica van Kudara Kannon in het British Museum.

Sommige gebouwen en beelden uit de Asukaperiode bestaan vandaag de dag nog, zoals enkele houten gebouwen bij Horyu-ji. Deze zijn gebouwd in de zevende eeuw, en tonen invloeden van Chinese en West-Aziatische landen. Schilderingen uit de Asukaperiode tonen invloeden van Chinese kunst uit de Tang-dynastie en Koguryo.

## Gebeurtenissen
- 538: Het Koreaanse koninkrijk Paekche stuurt een delegatie naar Japan om het boeddhisme te introduceren bij de keizer.
- 593: Shotoku Taishi wordt regent over keizerin Suiko-tennō, en promoot het boeddhisme met de Soga-clan.
- 600: De Yamato-staat stuurt voor het eerst sinds 478 een officiële missie naar China.
- 604: Prins Shōtoku stelt voor een constitutie gelijk aan die van China te introduceren.
- 607: Prins Shōtoku bouwt de eerste boeddhistische tempel, Hōryūji, in Ikaruga.
- 645: Soga no Iruka en zijn vader Emishi worden gedood bij de Taika-hervormingen. Keizer Kōtoku komt aan de macht en versterkt de keizerlijke invloed over de aristocratische clans.
- 663: De Japanse marine lijdt een nederlaag in de Slag om Baekgang.
- 670: Het eerste Familieregister (Kōgo-Nenjaku) wordt in gebruik genomen.
- 672: Prins Ōama, later Keizer Temmu, verovert de troon van Keizer Kobun tijdens een burgeroorlog.
- 689: De Asuka Kiyomihara Code wordt ingevoerd.
- 701: De Taihocode wordt ingevoerd
- 708: De eerste Japanse munt, Wado Kaichin(和同開珎), wordt geslagen

## Keizerlijke regeerperiodes
Binnen de Asukaperiode onderscheidt men de volgende tijdsperiodes waarin de verschillende keizers aan de macht waren:
- Taika (645-650)
- Hakuchi (650-686)
- Shuchō (686-701)
- Taihō (701-704)
- Keiun (704-708)
- Wadō (708-715)